# Вулиця Тобілевича (Львів)
Ву́лиця Тобілевича — вулиця у Франківському районі міста Львова, що сполучає між собою вулиці Городоцьку та Федьковича.

## Історія
Сучасні вулиці: Коротка, Городоцька, Тобілевича, Залізнична та Чернівецька виходять на площу, яка не має офіційної назви. Колись львів'яни називали цей майдан Копитковим. До 1860 року тут розташовувалася Городоцька рогатка (митний пост), на якій, як й на інших міських рогатках, за в'їзд у місто збирали мито від кожного копита коня, що в'їжджав до Львова, прозване у народі «копитковим». Після побудови залізничного двірця рогатку перенесли далі, до трипроменевого перехрестя сучасних вулиць Городоцької, Кульпарківської та Любінської.
На південь від Копиткового майдану у 1895 році проклали вуличку, яка того ж року отримала назву Дзялинських, на згадку про родину Дзялинських (політика-реформатора Ксаверія Шимона, історика і бібліофіла Титуса Адама та громадсько-політичного діяча Яна Канти Дзялинських). За часів німецької окупації перейменована на Даймлерґассе, на честь німецького інженера, конструктора Готтліба Даймлера. Після другого приходу совітів у липні 1944 року на нетривалий час повернута передвоєнна назва — вулиця Дзялинських. І вже у 1946 році вулицю було перейменовано, на пошану українського письменника, драматурга, актора, одного з корифеїв українського побутового театру Івана Карпенка-Карого (Тобілевича).

## Забудова
Триповерхові чиншові кам'яниці на початку вулиці збудовані у 1895—1896 роках. У 1905 році від вулиці Кентжинського (нинішня вулиця Федьковича) зведено декілька сецесійних будинків під №№ 9, 11, 12.
На рівні четвертого поверху будинку під № 8 збереглася дата «1887», але це не може бути роком спорудження цього чотириповерхового будинку. Можливо тут йдеться мова про її попередницю, оскільки нинішня будівля споруджена у 1920-х роках та оздоблена елементами модного тоді стилю ар-деко. За радянських часів призначення будівлі змінили на виробниче та розташували тут цехи Львівської шкіряно-галантерейної фабрики, а від 1998 року тут міститься швейне підприємство «Троттола». В одному з приміщень працює пекарня «Горіховий дім», а також розташовано офіси низки компаній та магазини.
З непарного боку вулиці, у 1905—1906 роках за проєктом Альфреда Захаревича споруджений невеликий двоповерховий будинок для фабрики м'ясних виробів Людвика Кучинського, що отримав № 7. Будинок всередині мав новітнє, як на той час спорядження: електричні машини та залізобетонні перекриття, а гігієнічне облицювання стін проведене штучним мармуром, виготовленим на «Фабриці кахлевих печей. Іван Левинський». Фасад будинку, віддаленого вглиб ділянки, був вирішений з елементами закопанського стилю; на квітнику перед фабрикою Альфред Захаревич встановив фігуру Богородиці, роботи скульптора Теобальда Оркасевича. Нині будинок № 7 є частково житловим, а на першому поверсі міститься стоматологічна клініка «Среда и Ко». Власником будинку № 9 у міжвоєнний період були Роман та Ядвіга Горґолевські, мешкав архітектор Ксенофонт Ковалевський, а також містився торговий дім «Вікторіус». На початку 2000-х років тут працювали магазин «Векторбуд» та відділення банку «Родовід», нині — страхова компанія «Велтлінер» та хостел «Старий дворик».
Будинки № 3, 5, 7, 9, 11 внесено до Реєстру пам'яток архітектури місцевого значення під охоронними №№ 299-м, 300-м, 1674-м, 301-м, 302-м відповідно.

Світлини вуличної забудови
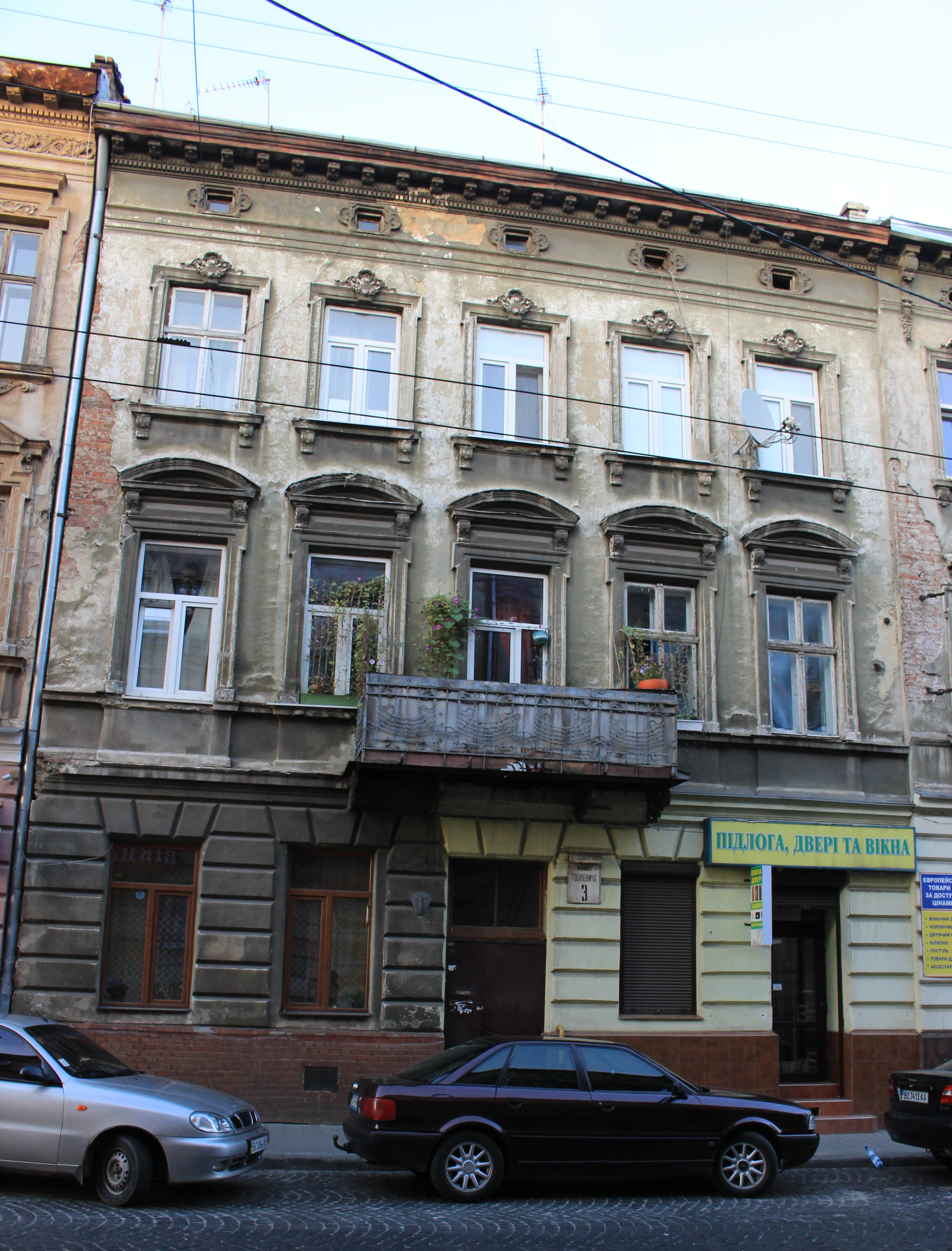
Житловий будинок (вул. Тобілевича, 3)
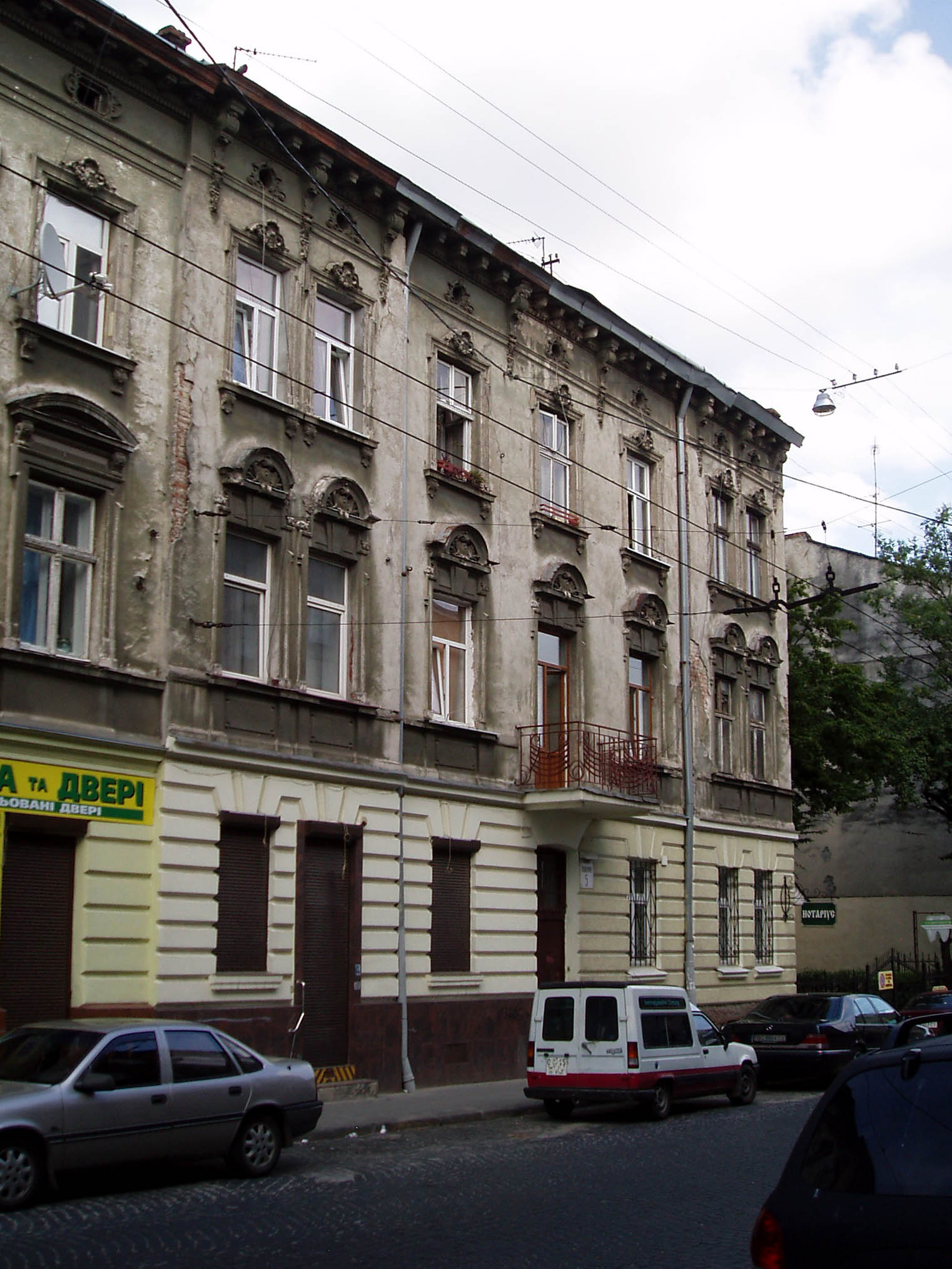
Житловий будинок (вул. Тобілевича, 5)
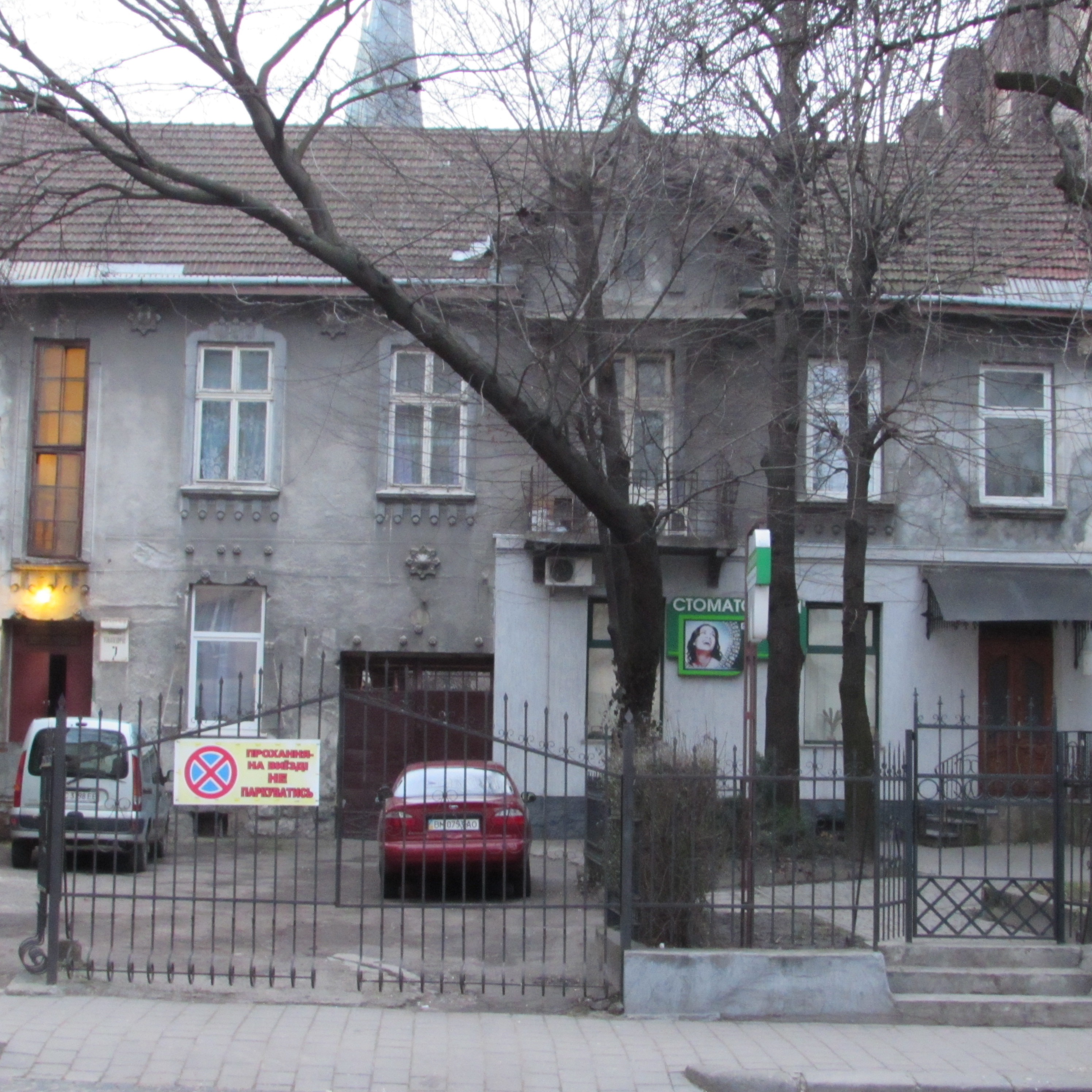
Колишня фабрика м'ясних виробів Людвика Кучинського (вул. Тобілевича, 7)
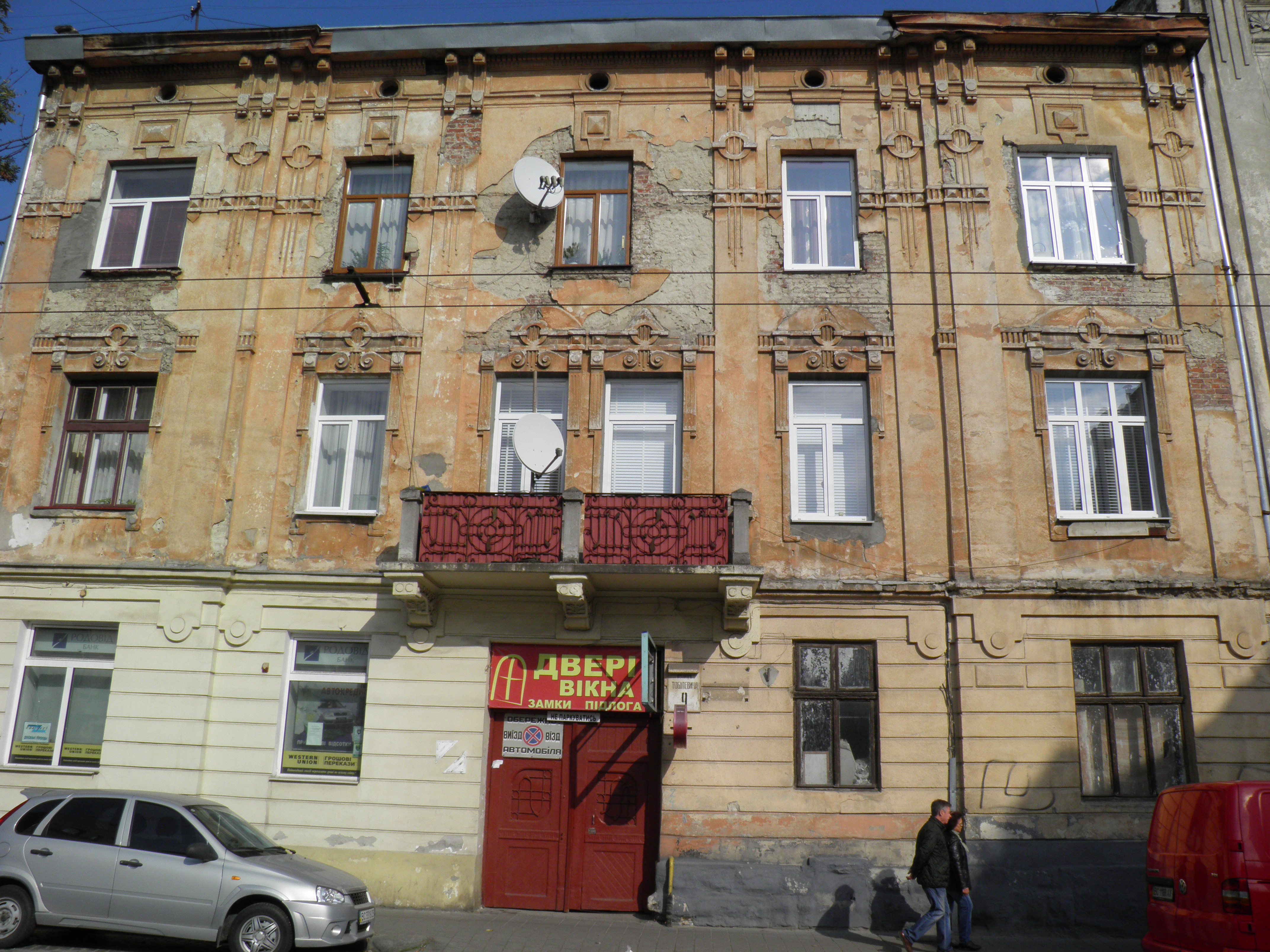
Житловий будинок (вул. Тобілевича, 9)
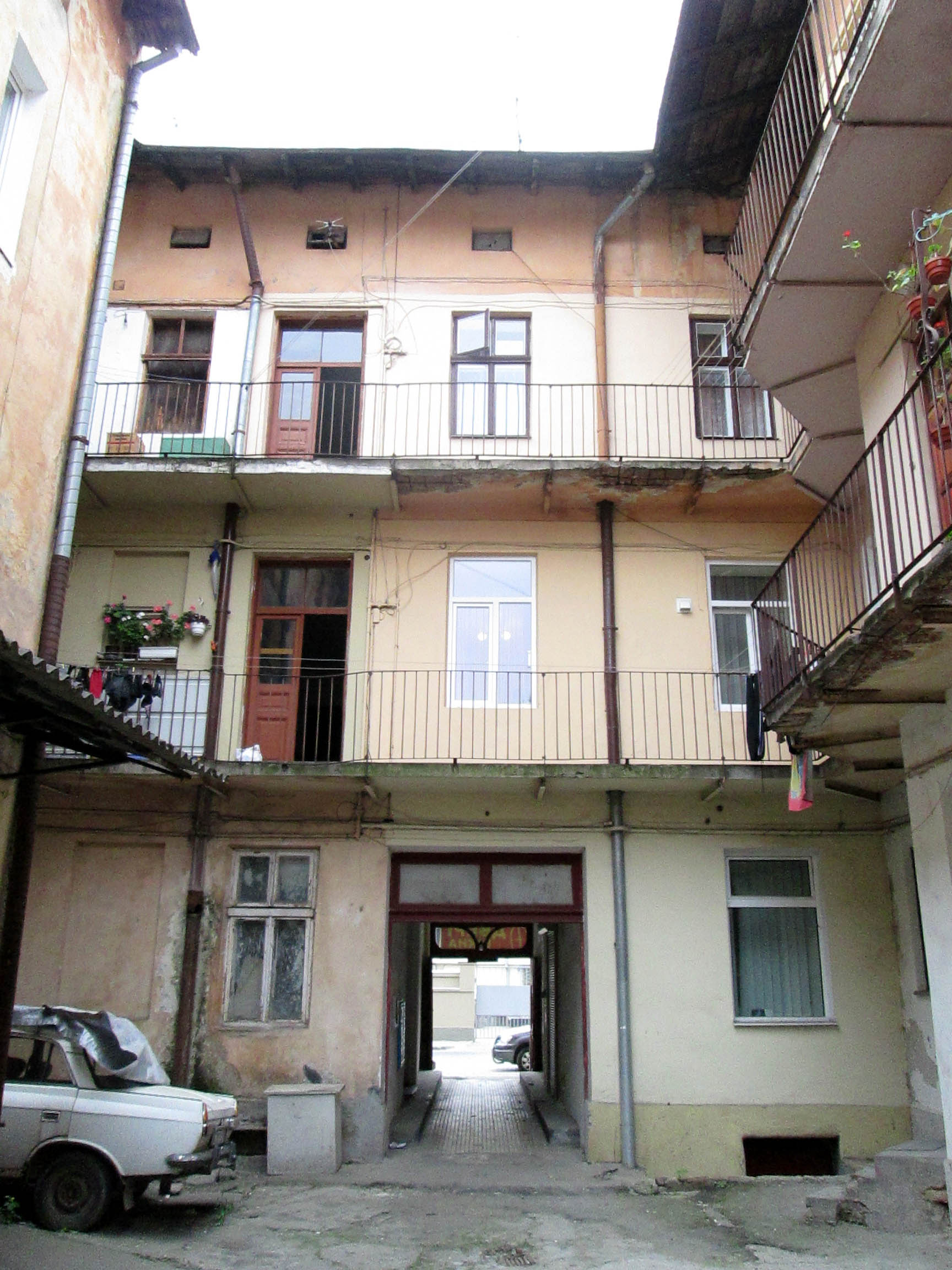
Внутрішнє подвір'я будинку (вул. Тобілевича, 9)
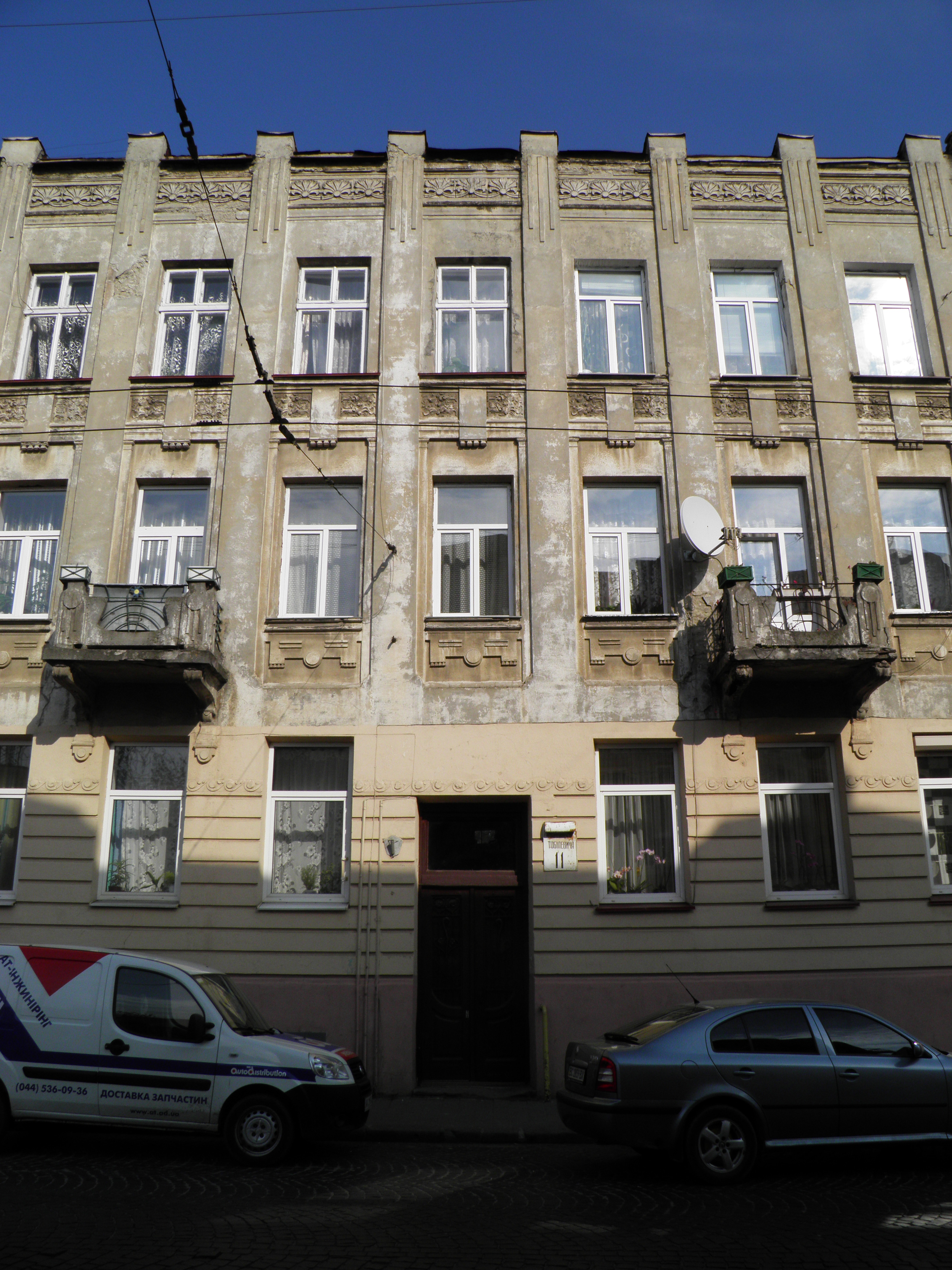
Житловий будинок (вул. Тобілевича, 11)